# اچ‌ام‌اس تروپر (ان۹۱)
اچ‌ام‌اس تروپر (ان۹۱) (به انگلیسی: HMS Trooper (N91)) یک زیردریایی بود که طول آن ۲۷۵ فوت (۸۴ متر) بود. این زیردریایی در سال ۱۹۴۲ ساخته شد.